# Anelloviridae
Die Anelloviridae sind eine Familie von DNA-Viren. Ihr Genom besteht aus einer ringförmigen (zirkulären) Einzelstrang-DNA negativer Polarität, so wie bei der Virusfamilie Circoviridae, aus der die Anelloviridae 2005/2009 ausgegliedert wurden.
Sie haben ein nicht umhülltes Kapsid von abgerundet ikosaedrischer Symmetrie mit T=3-Symmetrie.
Ihre Wirte sind Wirbeltiere. Es sind etwa 200 verschiedene Arten bekannt.
Die (ehemalige) Typusart ist das 1997 entdeckte Torque-Teno-Virus 1 (TTV-1) aus der Gattung Alphatorquevirus.
Die Namensbezeichnung ist abgeleitet von italienisch anello ‚Ring‘, was sich auf das zirkuläre Genom der Anelloviridae bezieht.
Die Familie wurde durch das ICTV mit Master Species List (MSL) #40v1 vom 3. März 2025 dem Realm (Virologie) Monodnaviria zugeordnet.

## Genom

Genomkarte der Gattung Alphatorquevirus alias Anellovirus/Torque-Teno-Virus (TTV)

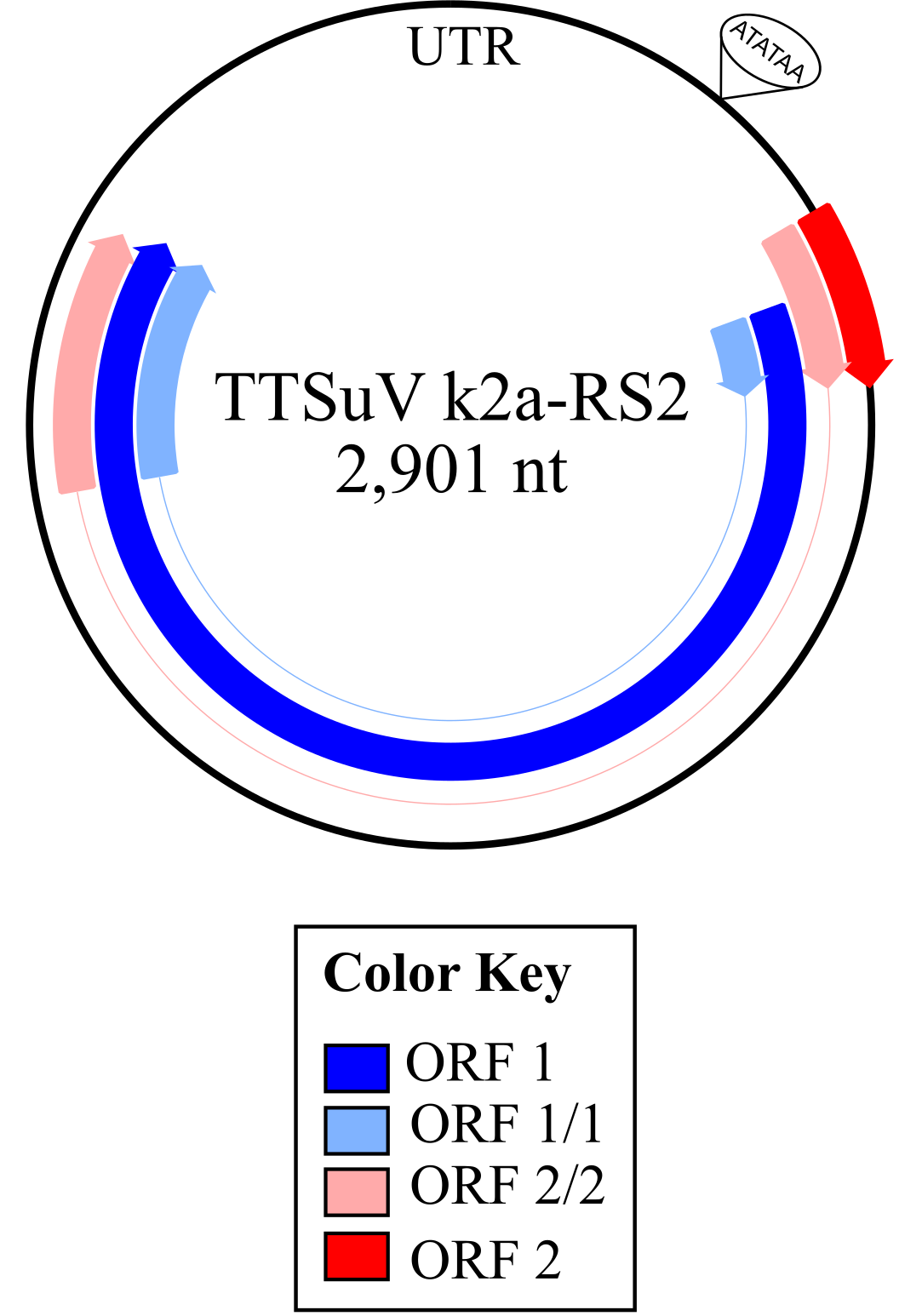
Genomkarte von Torque teno sus virus k2a RS/2 (TTSuV k2a-RS2)

Das Genom ist nicht segmentiert (monopartit), es enthält ein einzelnes Molekül zirkulärer einzelsträngiger DNA mit negativem Polarität. Das gesamte Genom ist 3000–4000 nt lang. Das Genom hat offene Leserahmen (englisch open reading frames, ORFs) und einen hohen Grad an genetischer Diversität.

## Replikation
Der Replikationsmechanismus der Anelloviridae scheint die Rolling-circle-Replikation zu sein. Für die Replikation ist eine Wirtspolymerase erforderlich. Das Genom des Virus selbst kodiert nämlich nicht für eine virale Polymerase, weshalb sich die Anelloviren im Zellkern replizieren müssen.

## Pathologie
Die Anelloviridae sind weit verbreitet und genetisch vielfältig.
Mindestens 200 verschiedene Arten (Spezies) kommen bei Mensch und Tier vor.
Sie verursachen chronische menschliche Virusinfektionen, die bisher oft noch nicht mit einer Krankheit in Verbindung gebracht wurden.
Mindestens drei Gattungen der Anelloviridae sind mit Infektionen des Menschen verbunden:
  ● das Alphatorquevirus (veraltet Torque-Teno-Virus, TTV)
  ● das Betatorquevirus (veraltet Torque-Teno-Mini-Virus, TTMV)
  ● das Gammatorquevirus (veraltet Torque-Teno-Midi-Virus, TTMDV)
Die Mitglieder der Gattung Gyrovirus infizieren Vögel. Zu diesen gehört auch das bislang (Stand September 2023) ein nicht vom International Committee on Taxonomy of Viruses (ICTV) bestätigte Spezies mit der vorläufigen Bezeichnung „Yellow-eyed penguin gyrovirus“, eine von zwei Virusarten, die den Bestand der neuseeländischen Gelbaugenpinguine gefährden.

## Systematik
Die innere Systematik der Anelloviridae ist nach dem International Committee on Taxonomy of Viruses (ICTV) mit Stand Mai 2024 (ergänzt um einige Vorschläge in Anführungszeichen nach der Taxonomie des National Center for Biotechnology Information, NCBI) wie folgt:
Familie Anelloviridae
- Gattung Alphatorquevirus (veraltet Anellovirus, Torque-Teno-Virus, TTV, 26 Spezies)
  - Spezies Alphatorquevirus cerco1 (früher Torque teno chlorocebus virus 1) mit Simian torque teno virus 30
  - Spezies Alphatorquevirus cerco2 (früher Torque teno chlorocebus virus 2) mit Simian torque teno virus 34
  - Spezies Alphatorquevirus cerco3 (früher Torque teno chlorocebus virus 3) mit Simian torque teno virus 31
  - Spezies Alphatorquevirus cerco5 (früher Torque teno chlorocebus virus 5) mit Simian torque teno virus 32
  - Spezies Alphatorquevirus cerco6 mit Torque teno virus 26
  - Spezies Alphatorquevirus cerco7 mit Torque teno virus 25
  - Spezies Alphatorquevirus homin1 (ehem. Typusspezies) mit Torque-Teno-Virus 1 (TTV-1 oder TTV1)
  - Spezies Alphatorquevirus homin2 mit Torque teno virus 2
  - Spezies Alphatorquevirus homin3 mit Torque teno virus 3
  - Spezies Alphatorquevirus homin4 mit Torque teno virus 4
  - Spezies Alphatorquevirus homin5 mit Torque teno virus 5
  - Spezies Alphatorquevirus homin6 mit Torque teno virus 6
  - Spezies Alphatorquevirus homin7 mit Torque teno virus 7
  - Spezies Alphatorquevirus homin9 mit Torque teno virus 9
  - Spezies Alphatorquevirus homin10 mit Torque teno virus 10
  - Spezies Alphatorquevirus homin13 mit Torque teno virus 13
  - Spezies Alphatorquevirus homin14 mit Torque teno virus 14
  - Spezies Alphatorquevirus homin15 mit Torque teno virus 15
  - Spezies Alphatorquevirus homin17 mit Torque teno virus 17
  - Spezies Alphatorquevirus homin18 mit Torque teno virus 18
  - Spezies Alphatorquevirus homin19 mit Torque teno virus 19
  - Spezies Alphatorquevirus homin20 mit Torque teno virus 20
  - Spezies Alphatorquevirus homin21 mit Torque teno virus 21
  - Spezies Alphatorquevirus homin24 mit Torque teno virus 24
  - Spezies Alphatorquevirus homin29 mit Torque teno virus 29
  - Spezies Alphatorquevirus homin31 mit Torque teno virus Hebei-1
  - Spezies „Torque teno virus 8“ (nicht ICVT-bestätigt)
  - Spezies „Torque teno virus 11“
  - Spezies „Torque teno virus 12“
  - Spezies „Torque teno virus 16“
  - Spezies „Simian torque teno virus 33“
  - Spezies „Red fox Torque teno virus 2“

- Gattung Betatorquevirus (veraltet Torque-Teno-Mini-Virus, TTMV, 38 Spezies)
  - Spezies Betatorquevirus homini1 (ehem. Typusspezies) mit Torque teno mini virus 1 (TTMV-1 oder TTMV1)
  - Spezies Betatorquevirus homini2 mit Torque teno mini virus 2
  - Spezies Betatorquevirus homini3 mit Torque teno mini virus 3
  - Spezies Betatorquevirus homini4 mit Torque teno mini virus 4
  - Spezies Betatorquevirus homini5 mit Torque teno mini virus 5
  - Spezies Betatorquevirus homini6 mit Torque teno mini virus 6
  - Spezies Betatorquevirus homini7 mit Torque teno mini virus 7
  - Spezies Betatorquevirus homini8 mit Torque teno mini virus 8
  - Spezies Betatorquevirus homini9 mit Torque teno mini virus 9
  - Spezies Betatorquevirus homini10 mit Torque teno mini virus 10 (ohne Isolate BNI-700620-G1-CS und BNI-700835-G3-CSF)
  - Spezies Betatorquevirus homini11 mit Torque teno mini virus 11
  - Spezies Betatorquevirus homini12 mit Torque teno mini virus 12
  - Spezies Betatorquevirus homini13 mit TTV-like mini virus zhenjiang
  - Spezies Betatorquevirus homini14 mit Torque teno mini virus 10 BNI-700620-G1-CS
  - Spezies Betatorquevirus homini15 mit TTV-like mini virus TTMV_LY1
  - Spezies Betatorquevirus homini16 mit torque teno mini virus ALH8	 (TTMV-ALH8)
  - Spezies Betatorquevirus homini17 mit Anelloviridae sp. ctcf040
  - Spezies Betatorquevirus homini18 mit TTV-like mini virus D11
  - Spezies Betatorquevirus homini19 mit TTV-like mini virus TTMV_LY3
  - Spezies Betatorquevirus homini20 mit Anelloviridae sp. ctga035
  - Spezies Betatorquevirus homini21 mit Anelloviridae sp. ctcd026
  - Spezies Betatorquevirus homini22 mit TTV-like mini virus vzttmv4
  - Spezies Betatorquevirus homini23 mit TTV-like mini virus Emory1
  - Spezies Betatorquevirus homini24 mit Anelloviridae sp. ctbc019
  - Spezies Betatorquevirus homini25 mit Anelloviridae sp. ctcb059
  - Spezies Betatorquevirus homini26 mit Torque teno mini virus SHA
  - Spezies Betatorquevirus homini27 mit Torque teno mini virus ALA22 (TTMV-ALA22)
  - Spezies Betatorquevirus homini28 mit Torque teno mini virus 10 BNI-700835-G3-CSF
  - Spezies Betatorquevirus homini29 mit TTV-like mini virus Emory2
  - Spezies Betatorquevirus homini30 mit Anelloviridae sp. ctea38
  - Spezies Betatorquevirus homini31 mit Anelloviridae sp. ctbb016
  - Spezies Betatorquevirus homini32 mit Torque teno mini virus 18
  - Spezies Betatorquevirus homini33 mit Anelloviridae sp. ctbi042
  - Spezies Betatorquevirus homini34 mit Anelloviridae sp. ctbf050
  - Spezies Betatorquevirus homini35 mit Anelloviridae sp. ctei055
  - Spezies Betatorquevirus homini36 mit Torque teno virus KS025
  - Spezies Betatorquevirus homini37 mit Anelloviridae sp. ctbg056
  - Spezies Betatorquevirus homini38 mit Anelloviridae sp. ctbf014

- Gattung Gammatorquevirus (veraltet Torque-Teno-Midi-Virus, TTMDV)
  - Spezies Gammatorquevirus homidi1 (ehem. Typusspezies) mit Torque-Teno-Midi-Virus 1 (en. Torque teno midi virus 1, TTMDV-1 oder TTMdV1)
  - Spezies Gammatorquevirus homidi2 mit Torque teno midi virus 2
  - Spezies Gammatorquevirus homidi3 mit Torque teno midi virus 3
  - Spezies Gammatorquevirus homidi4 mit Torque teno midi virus 4
  - Spezies Gammatorquevirus homidi5 mit Torque teno midi virus 5
  - Spezies Gammatorquevirus homidi6 mit Torque teno midi virus 6
  - Spezies Gammatorquevirus homidi7 mit Torque teno midi virus 7
  - Spezies Gammatorquevirus homidi8 mit Torque teno midi virus 8
  - Spezies Gammatorquevirus homidi9 mit Torque teno midi virus 9
  - Spezies Gammatorquevirus homidi10 mit Torque teno midi virus 10
  - Spezies Gammatorquevirus homidi11 mit Torque teno midi virus 11
  - Spezies Gammatorquevirus homidi12 mit Torque teno midi virus 12
  - Spezies Gammatorquevirus homidi13 mit Torque teno midi virus 13
  - Spezies Gammatorquevirus homidi14 mit Torque teno midi virus 14
  - Spezies Gammatorquevirus homidi10 mit Torque teno midi virus 15

- Gattung Deltatorquevirus
  - Spezies Deltatorquevirus tupai1 (ehem. Typusspezies) mit Tupaia-Torque-Teno-Virus (en. Torque teno tupaia virus, TTV14-Tbc)

- Gattung Epsilontorquevirus
  - Spezies Epsilontorquevirus calli1 (ehem. Typusspezies) mit Tamarin-Torque-Teno-Virus (en. Torque teno tamarin virus, So-TTV2, TTV2-So), infiziert Saguinus oedipus
  - Spezies „Raccoon dog Torque teno virus 1“

- Gattung Zetatorquevirus
  - Spezies Zetatorquevirus aotid1 (ehem. Typusspezies) mit Nachtaffen-Torque-Teno-Virus (en. Torque teno douroucouli virus, TTV3-At, At-TTV3), infiziert Aotus trivirgatus

- Gattung Etatorquevirus
  - Spezies Etatorquevirus felid1 (ehem. Typusspezies) mit Torque teno felis virus Fc-TTV4 (TTV4-Fc, Torque teno felis virus [1])
  - Spezies Etatorquevirus felid2 mit Torque teno felis virus 2
  - Spezies Etatorquevirus felid3 mit Torque teno ocelot virus
  - Spezies Etatorquevirus felid4 mit Torque teno felis virus Fc-TTV2
  - Spezies Etatorquevirus felid5 mit Torque teno felis virus Fc-TTV1
  - Spezies Etatorquevirus viver3 mit Torque teno viverrid virus 3 alias Paguma larvata torque teno virus Pl-TTV3

- Gattung Thetatorquevirus
  - Spezies Thetatorquevirus canid1, (ehem. Typusspezies) mit Hunde-Torque-Teno-Virus (en. Torque teno canis virus, TTV10-Cf)
  - Spezies Thetatorquevirus ixodi1 mit Tick associated torque teno virus
  - Spezies Thetatorquevirus muste1 mit Pine marten torque teno virus 1
  - Spezies Thetatorquevirus procy5 mit Torque teno procyo virus 5
  - Spezies Thetatorquevirus procy6 mit Torque teno procyo virus 6
  - Spezies Thetatorquevirus ursid1 mit Lesser panda anellovirus
  - Spezies Thetatorquevirus ursid2 mit Torque teno ursid virus 2
  - Spezies Thetatorquevirus ursid3 mit Torque teno ursid virus 3
  - Spezies Thetatorquevirus ursid4 mit Torque teno ursid virus 4
  - Spezies Thetatorquevirus viver4 mit Torque teno viverrid virus 4
  - Spezies „Nayun tick torquevirus“ (wiss. „Thetatorquevirus HX-2015“)
  - Spezies „Red fox Torque teno virus 1“

- Gattung Iotatorquevirus
  - Spezies Iotatorquevirus suida1a (ehem. Typusspezies) mit Schweine-Torque-Teno-Virus (en. Torque teno sus virus 1a, Porcine torque teno virus 1, Sd-TTV31, TTV31-Sd)
  - Spezies „Torque teno sus virus 1b“ mit Porcine torque teno virus 2

- Gattung Kappatorquevirus
  - Spezies Kappatorquevirus suidak2a (ehem. Typusspezies) mit Torque teno sus virus k2a[10], mit Torque teno sus virus k2a RS/2 (TTSuV k2a-RS2)[5]
  - Spezies Kappatorquevirus suidak2b mit Torque teno sus virus k2b

- Gattung Lambdatorquevirus
  - Spezies Lambdatorquevirus phoci1 mit Torque teno pinniped virus 1
  - Spezies Lambdatorquevirus phoci2 mit Seal anellovirus 2
  - Spezies Lambdatorquevirus phoci3 mit Seal anellovirus 3, Seal anellovirus 6 und Seal anellovirus 7
  - Spezies Lambdatorquevirus phoci5 mit Torque teno Leptonychotes weddellii virus 1
  - Spezies Lambdatorquevirus phoci6 mit Torque teno Leptonychotes weddellii virus 2
  - Spezies „Torque teno Leptonychotes weddellii virus 2“
  - Spezies „Torque teno Leptonychotes weddellii virus 3“

- Gattung Mutorquevirus
  - Spezies Mutorquevirus equid1 (ehem. Typusspezies) mit Torque teno equus virus 1
  - Spezies Mutorquevirus equid2 mit Torque teno equus virus 2

- Gattung Nutorquevirusv
  - Spezies Nutorquevirus phoci4 (ehem. Typusspezies) mit Torque teno pinniped virus, Seal anellovirus 5)
  - Spezies „Torque teno seal virus 4“ (mit Seal anellovirus 4)

- Gattung Xitorquevirus
  - Spezies Xitorquevirus didel1 mit Torque teno didelphis albiventris virus
  - Spezies Xitorquevirus molos1 mit Torque teno Tadarida brasiliensis virus

- Gattung Omicrontorquevirus
  - Spezies Omicrontorquevirus ursid5 mit Torque teno ursid virus 5, Giant panda anellovirus gpan20684
  - „Spezies Grizzly bear anellovirus 9“

- Gattung Pitorquevirus
  - Spezies Pitorquevirus ursid7 mit Torque teno ursid virus 7
  - Spezies Pitorquevirus ursid8 mit Torque teno ursid virus 8
  - Spezies Pitorquevirus ursid9 mit Torque teno ursid virus 9
  - Spezies Pitorquevirus ursid10 mit Torque teno ursid virus 10
  - Spezies Pitorquevirus ursid11 mit Torque teno ursid virus 11
  - Spezies Pitorquevirus ursid12 mit Torque teno ursid virus 12

- Gattung Rhotorquevirus
  - Spezies Rhotorquevirus murid1 (ehem. Typusspezies) mit Torque teno rodent virus 1

- Gattung Sigmatorquevirus
  - Spezies Sigmatorquevirus otari1 (ehem. Typusspezies) mit Torque teno zalophus virus 1 und California sea lion anellovirus
  - Spezies Sigmatorquevirus otari2 mit Torque teno Arctocephalus gazella virus 1
  - Spezies Sigmatorquevirus otari3 mit Torque teno Arctocephalus gazella virus 2

- Gattung Upsilontorquevirus
  - Spezies Upsilontorquevirus procy1 mit Anelloviridae sp. ctcf003
  - Spezies Upsilontorquevirus procy2 mit Anelloviridae sp. ctcf007
  - Spezies Upsilontorquevirus procy3 mit Anelloviridae sp. ctdc005
  - Spezies Upsilontorquevirus procy7 mit Anelloviridae sp. ctbd010
  - Spezies Upsilontorquevirus procy8 mit Anelloviridae sp. ctbb008
  - Spezies Upsilontorquevirus procy9 mit Anelloviridae sp. ctbb005
  - Spezies Upsilontorquevirus viver2 mit Paguma larvata torque teno virus Pl-TTV9-1

- Gattung Chitorquevirus
  - Spezies Chitorquevirus indri1 mit Torque teno indriid virus 1

- Gattung Psitorquevirus
  - Spezies Psitorquevirus procy4 mit Torque teno procyo virus 4

- Gattung Omegatorquevirus
  - Spezies Omegatorquevirus hominid1 mit Gorilla anellovirus

- Gattung Aleptorquevirus
  - Spezies Aleptorquevirus culic1 mit Torque teno arthrovec virus 1
  - Spezies Aleptorquevirus lepor1 mit Torque teno leprid virus 1

- Gattung Gimeltorquevirus
  - Spezies Gimeltorquevirus ursid13 mit Torque teno virus 30, Giant panda anellovirus gpan20806

- Gattung Dalettorquevirus
  - Spezies Dalettorquevirus ursid6 mit Torque teno ursid virus 6, Giant panda anellovirus gpan20793

- Gattung Hetorquevirus
  - Spezies Hetorquevirus hominid2 mit Torque teno hominid virus 2, Anelloviridae sp. vzttmv5
  - Spezies Hetorquevirus hominid3 mit TTV-like mini virus SAfiA-628-47
  - Spezies Hetorquevirus hominid4 mit TTV-like mini virus SAfiA-6-11
  - Spezies Hetorquevirus hominid5 mit TTV-like mini virus SAfiA-326-5
  - Spezies Hetorquevirus hominid6 mit TTV-like mini virus SAfiA-346-21
  - Spezies Hetorquevirus hominid7 mit TTV-like mini virus SAfiA-410-3
  - Spezies Hetorquevirus hominid8 mit TTV-like mini virus SAfiA-349-9

- Gattung Wawtorquevirus
  - Spezies Wawtorquevirus crice1 mit Torque teno rodent virus 8 und Torque teno rodent virus 6
  - Spezies Wawtorquevirus crice2 mit Torque teno rodent virus 2 (wiss. )
  - Spezies Wawtorquevirus crice3 mit Torque teno rodent virus 3 (wiss.)
  - Spezies Wawtorquevirus culic2 mit Torque teno arthrovec virus 2
  - Spezies Wawtorquevirus murid2 mit Torque teno rodent virus 4 (wiss.)
  - Spezies Wawtorquevirus murid3 mit Torque teno rodent virus 5 (wiss. )

- Gattung Zayintorquevirus
  - Spezies Zayintorquevirus viver1 mit Torque teno viverrid virus 1, Paguma larvata torque teno virus Pl-TTV5-2
  - Spezies Zayintorquevirus viver5 mit Torque teno viverrid virus 5, Paguma larvata torque teno virus Pl-TTV1-1

- Gattung Tettorquevirus
  - Spezies Tettorquevirus felid6 mit Katzen-Torque-Teno-Virus (en. Torque teno felid virus 6), Feline anellovirus 621
  - Gattung Yodtorquevirus
  - Spezies Yodtorquevirus hominid9 mit TTV-like mini virus SAfiA-77-135
  - Spezies Yodtorquevirus hominid10 mit TTV-like mini virus SAfiA-574-5

- Gattung Lamedtorquevirus
  - Spezies Lamedtorquevirus hominid11 mit Torque teno midi virus SAfiA-405-3

- Gattung Memtorquevirus
  - Spezies Memtorquevirus hominid12 mit Torque teno midi virus SAfiA-87-10
  - Spezies Memtorquevirus hominid13 mit Torque teno midi virus SAfiA-350-6
  - Spezies Memtorquevirus hominid14 mit Torque teno midi virus SAfiA-573-3

- Gattung Samektorquevirus
  - Spezies Samektorquevirus hominid15 mit Torque teno midi virus SAfiA-376-5
  - Spezies Samektorquevirus hominid16 mit Torque teno midi virus SAfiA-478-4
  - Spezies Samektorquevirus hominid17 mit Torque teno midi virus SAfiA-610-7
  - Spezies Samektorquevirus hominid18 mit Torque teno midi virus SAfiA-569-59

- Hühneranämievirus-Partikel, AufsichtGattung Gyrovirus[11]

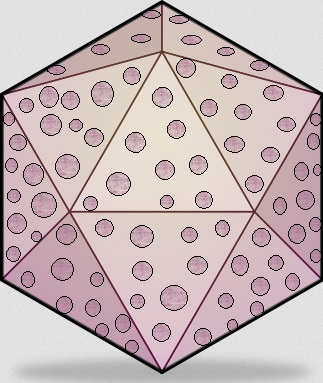
Hühneranämievirus-Partikel, Aufsicht

  - Spezies Gyrovirus chickenanemia (ehem. Typusspezies) mit Hühneranämievirus (en. Chicken anemia virus, CAV)[12][13]
  - Spezies Gyrovirus fulgla1 (veraltet Gyrovirus GyV8)
  - Spezies Gyrovirus galga1 mit Avian gyrovirus 2 (AGyV2) und Human gyrovirus 1
  - Spezies Gyrovirus galga2 (veraltet Gyrovirus GyV7-SF)
  - Spezies Gyrovirus homsa1 (veraltet Gyrovirus GyV3)
  - Spezies Gyrovirus homsa2 (veraltet Gyrovirus Tu789)
  - Spezies Gyrovirus homsa3 (veraltet Gyrovirus 4)
  - Spezies Gyrovirus homsa4 (veraltet Gyrovirus Tu243)
  - Spezies Gyrovirus hydho1 mit Ashy storm petrel gyrovirus (ASPGyV)
  - Spezies Gyrovirus myferr1 (veraltet Gyrovirus 11)
  - Spezies Gyrovirus phaco1 mit Pheasant-associated gyrovirus
  - Spezies „Avian gyrovirus 13“
  - Spezies „Grey teal gyrovirus“
  - Spezies „Gyrovirus 10“
  - Spezies „Gyrovirus 3“
  - Spezies „Gyrovirus 6“
  - Spezies „Gyrovirus 9“
  - Spezies „Gyrovirus GyV9“
  - Spezies „Gyrovirus VC5“
  - Spezies „Gyrovirus VC7“
  - Spezies „Pigeon gyrovirus“
  - Spezies „Vulpes vulpes-associated gyrovirus“
  - Spezies „Yellow-eyed penguin gyrovirus“ (infiziert den Gelbaugenpinguin Megadyptes antipodes)[6]

- ohne Gattungszuordnung (doppelte Anführungszeichen für Vorschläge)[14]

Bei einigen artenreichen Gattungen ist nur eine Auswahl der Mitglieder angegeben. Die Namen von vorgeschlagenen Spezies folgen oft noch nicht der bei Viren neuen binären Namenskonvention frei nach Carl von Linné.